# Carlos Dias
Carlos Pereira Dias (ur. 9 marca 1910 w Lizbonie, zm. w 1995 tamże) – portugalski szermierz. Reprezentant kraju podczas igrzysk olimpijskich w Londynie i igrzysk olimpijskich w Helsinkach.
W Londynie wystąpił tylko w turnieju drużynowym szpadzistów, w którym Portugalia odpadła w pierwszej rundzie. W Helsinkach wystąpił zarówno w turnieju drużynowym jak i indywidualnym szpadzistów. W turnieju drużynowym Portugalczycy powtórzyli wynik z Londynu, natomiast w turnieju indywidualnym odpadł w drugiej rundzie.